# Zbudská Belá
Zbudská Belá (Hongaars:Izbugyabéla) is een Slowaakse gemeente in de regio Prešov, en maakt deel uit van het district Medzilaborce.
Zbudská Belá telt 130 inwoners.